# Daviston
Daviston é uma cidade  localizada no estado americano do Alabama, no Condado de Tallapoosa.

## Demografia
Segundo o censo americano de 2000, a sua população era de 267 habitantes.
Em 2006, foi estimada uma população de 262, um decréscimo de 5 (-1.9%).

## Geografia
De acordo com o United States Census Bureau, a localidade tem uma área de 23,8 km², sem área coberta por água. Daviston localiza-se a aproximadamente 243 m acima do nível do mar.

## Localidades na vizinhança
O diagrama seguinte representa as localidades num raio de 32 km ao redor de Daviston.